# Vrbice (district de Prachatice)
Pour les articles homonymes, voir Vrbice.
Vrbice (en allemand : Wrbitz ; de 1939 à 1945 : Weidenfeld) est une commune du district de Prachatice, dans la région de Bohême-du-Sud, Sa population s'élevait à 65 habitants en 2023.

## Géographie
Vrbice se trouve à 11 km au nord-nord-ouest de Vimperk, à 26 km au nord-ouest de Prachatice, à 59 km à l'ouest-nord-ouest de České Budějovice et à 117 km au sud-ouest de Prague.
La commune est limitée par Drážov au nord, et par Vacov à l'est, au sud et à l'ouest.

## Histoire
La première mention écrite du village date de 1382.

## Galerie

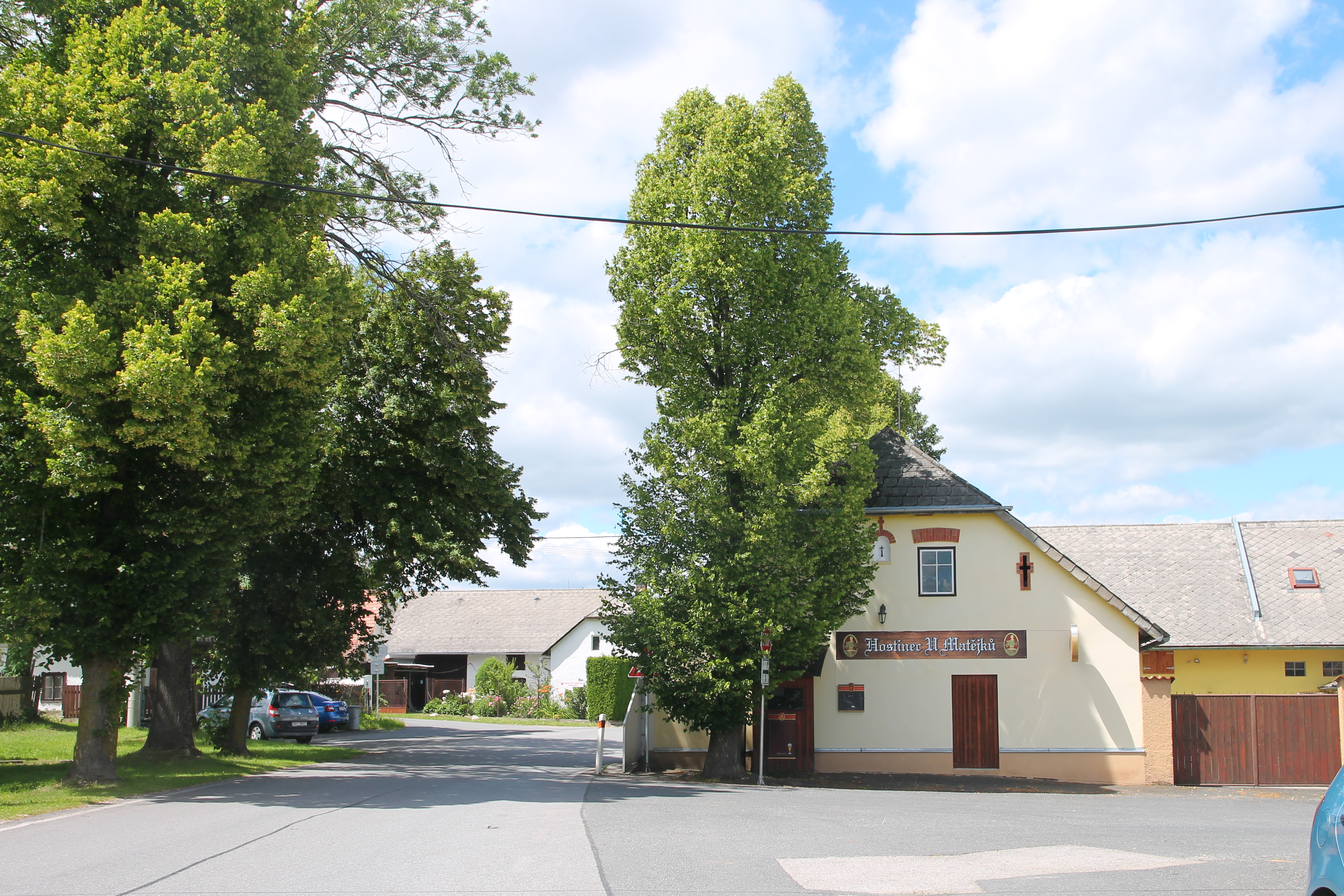
Centre de Vrbice.
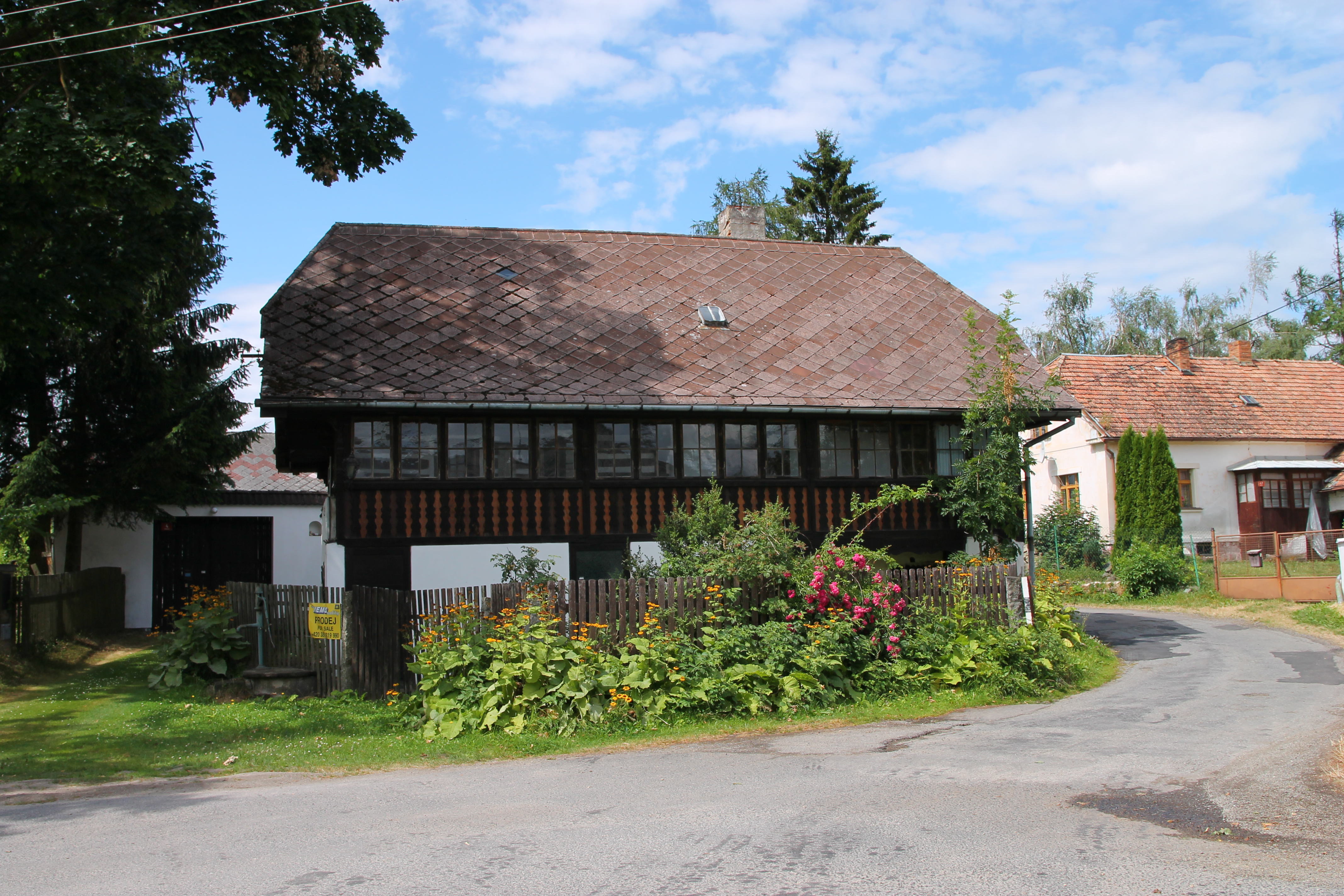
Maison à Vrbice.

## Transports
Par la route, Vrbice se trouve à 25 km de Strakonice, à 34 km de Prachatice, à 70 km de Ceské Budejovice et à 141 km de Prague.